# Прибрежники
Прибрежники, или прибрежные прыгуны, или сальды (лат. Saldidae) — семейство насекомых из подотряда клопов (Heteroptera). Небольшие насекомые длиной 2—8 мм с овальными уплощёнными телами и крупными глазами. Передвигаются, комбинируя резкие прыжки и полёт. Большинство представителей приурочены к берегам водоёмов, в том числе солёных. Питаются прибрежники, охотясь на беспозвоночных либо отыскивая их трупы.

## Таксономия
Насчитывают около 265 видов, объединяемых в два подсемейства Chiloxanthinae (около 25 видов) и Saldinae (около 240 видов). Ранее также выделяли подсемейство Aepophilinae c единственным видом Aepophilus bonnairei, обитающим на морской литорали Западной Европы, однако в настоящее время этот вид выделен в собственное семейство Aepophilidae.